# أب باد سيوندي (خبر بافت)
أب باد سیوندي (بالفارسية: آب‌باد سیوندی) هي قرية تقع في إيران في Khabar Rural District. يقدر عدد سكانها بـ 59 نسمة .